# PlayStation Portable
Плејстејшн Портабл (скраћено: PSP) ручна је конзола коју је развила компанија Сони Компјутер Ентертејнмент у оквиру седме генерације конзола за видео-игре. Развој ове конзоле најављен је током Е3 2003, а представљена је 11. маја 2004. Систем је пуштен у јавност прво 12. децембра 2004 (Јапан) затим 24. марта 2005. (САД) и на крају у ПАЛ регион 1. септембра 2005. Главни конкурент овој конзоли чинио је Нинтендо ДС. 